# Judas (album, Wisdom)
Judas  je druhé studiové album maďarské power metalové kapely Wisdom. Album vypráví příběh fiktivní postavy, maskota kapely zvaného Wiseman.

## Příběh
Na každém albu skupiny pokračuje příběh maskota Wisemana jakožto koncept celého alba:
"Uběhly dlouhé měsíce, zatímco se jeho potemnělá duše kompletně naplnila nenávistí k Wisemanovi a jeho výuce. 'Judas' vyhledával správný okamžik k provedení svého příšerného skutku, zradě všeho, v co kdysi věřil a všech, ke kterým patřil. Jeho zmatená mysl jej nabádala k tomu, aby zahubil moudrého vůdce. Kdyby jeho zlý plán skutečně vyšel, poslední odpor vůči již všude rozšířenému zlu by upadl a pekelný chaos se rozšířil zemí, neboť by nebyla žádná síla, která by chaosu překážela a mohla jej zkrotit." – čtvrtá část příběhu

(převzato z Wisdom, překlad z bookletu alba)

## Seznam písní
1. Fallin' Away from Grace
2. Somewhere Alone
3. Age of Lies
4. Live Forevermore
5. Wander the World
6. Heaven and Hell
7. Silent Hill
8. At the Gates
9. The Prodigal Son
10. Judas[1]

## Obsazení
- Gábor Nagy – zpěv
- Gábor Kovács – kytara
- Zsolt Galambos – kytara
- Máté Molnár – basová kytara
- Balázs Ágota – bicí[2]